# Cammin (bei Rostock)
Cammin település Németországban, Mecklenburg-Elő-Pomeránia tartományban. Lakosainak száma 868 fő (2023. december 31.).

## Népesség
A település népességének változása:
| Lakosok száma | 785  | 710  | 745  | 783  | 805  | 868  |
|               | 2014 | 2017 | 2019 | 2021 | 2022 | 2023 |